# جيمس برادفورد
جيمس برادفورد (بالإنجليزية: James Bradford)‏ هو رباع أمريكي، ولد في 1 نوفمبر 1928 في واشنطن العاصمة في الولايات المتحدة، وتوفي في 13 سبتمبر 2013 في سيلفر سبرينغ في الولايات المتحدة.

## وصلات خارجية
- جيمس برادفورد على موقع أوليمبيديا (الإنجليزية)